# Jay Rock
Jay Rock, pseudonimo di Johnny Reed McKinzie (Los Angeles, 31 marzo 1985), è un rapper statunitense.
È membro del supergruppo hip hop Black Hippy assieme a Kendrick Lamar, Schoolboy Q e Ab-Soul. Jay ha vinto due Grammy Awards su tre nomination.

## Biografia
Nato e cresciuto nel quartiere Watts di Los Angeles, è stato scoperto da Anthony Tiffith, amministratore della Top Dawg Entertainment. Nel 2005 ha firmato un contratto per questa etichetta. Nel 2007 è passato alla Warner Bros. Records. Dopo aver incontrato il rapper statunitense Tech N9ne, tuttavia, ha deciso di accasarsi alla Strange Music. Dal 2006 ha iniziato a produrre mixtape.
Nell'ottobre 2008 ha pubblicato il suo primo singolo All My Life (In the Ghetto) che vede la partecipazione di Lil Wayne e will.i.am. Il singolo è prodotto da Cool & Dre. Rock è anche membro del supergruppo Black Hippy insieme ai rapper Ab-Soul, Kendrick Lamar e Schoolboy Q.
Nel 2010 il rapper è stato selezionato per partecipare alla Freshman Class annuale per la rivista XXL. Il 26 luglio 2011 ha pubblicato il suo primo album in studio Follow Me Home, sotto le etichette indipendenti Strange Music e Top Dawg, che vede le collaborazioni di Chris Brown, Ab-Soul, Kendrick Lamar, Tech N9ne, Rick Ross e altri artisti. L'album ha debuttato alla posizione numero 83 della classifica statunitense vendendo 5 300 copie la prima settimana dall'uscita. Un mese prima della pubblicazione di Follow Me Home il rapper ha pubblicato il singolo estratto da esso, Hood Gone Love It con Kendrick Lamar. Nel 2012 il rapper collabora nel brano musicale Money Trees contenuto nell'album in studio di Kendrick Lamar Good Kid, M.A.A.d City. Il verso di Jay Rock nella canzone è stato acclamato dalla critica musicale, considerato uno dei migliori versi rap negli ultimi cinque anni da Complex. In seguito Jay pubblicherà una seconda parte della canzone in cui Lamar non è presente e che farà uscire come singolo.
Nel novembre del 2013 il rapper ha affermato che l'album sarebbe uscito l'anno successivo. Nel settembre 2014 Tech N9ne ha annunciato che Jay ha lasciato l'etichetta Strange Music e che da quel momento faceva parte solamente della Top Dawg Entertainment. Nell'ottobre 2014 pubblica il singolo Pay For It con la partecipazione di Kendrick Lamar e Chantal Kreviazuk, primo estratto dal suo secondo album. L'11 settembre 2015 viene finalmente pubblicato il suo secondo album 90059, inizialmente solamente su Apple Music e iTunes. L'edizione fisica viene lanciata il 18 settembre 2015.
Nel 2018 collabora con Kendrick Lamar, Future e James Blake nel brano King's Dead nella colonna sonora del film Black Panther; inoltre pubblica nel mese di giugno il suo terzo album in studio Redemption. Il singolo ha ottenuto una nomination per la Migliore canzone rap e una vittoria per la Miglior interpretazione rap.

## Discografia

### Album in studio
- 2011 – Follow Me Home
- 2015 – 90059
- 2018 – Redemption

### Mixtape
- 2006 – Watts Finest Vol. I
- 2006 – Watts Finest Vol. II: The Nickerson Files
- 2007 – Watts Finest Vol. III: The Watts Riots
- 2007 – No Sleep 'Til NYC (con K-Dot)
- 2008 – Do It Nigga Squad Vol. 1 (con Top Dawg Ent.)
- 2008 – Coming Soon to a Hood Near You
- 2009 – Coming Soon 2 a Hood Near You
- 2009 – Gudda Muzik
- 2010 – From Hood Tales to the Cover of XXL
- 2010 – Black Friday

### Singoli

#### Come artista principale
- 2008 – All My Life (In the Ghetto) (feat. Lil Wayne e will.i.am)
- 2011 – Hood Gone Love It (feat. Kendrick Lamar)
- 2014 – Pay For It (feat. Kendrick Lamar e Chantal)
- 2015 – Money Trees
- 2015 – Gumbo
- 2015 – 90059
- 2018 – King's Dead (con Kendrick Lamar, Future e James Blake)
- 2018 – Win
- 2018 – The Bloodiest
- 2018 – Rotation 112th [Remix] (feat. Rich the Kid)
- 2018 – Tap Out II [Open Verse] (feat. Jeremih)
- 2018 – Win (Remix) (feat. Snoop Dogg)

#### Come artista ospite
- 2009 – I'm a Rida (L-Boy feat. Jay Rock, Glasses Malone e Jah Free)
- 2010 – Look Out the Window (Serius Jones feat. Jay Rock)
- 2010 – The Life (Yukmouth feat. Ya Boy, Jay Rock e London)
- 2010 – California Zone (Montana Montana Montana feat. Jay Rock)
- 2011 – My People (Kendrick Lamar feat. Jay Rock)
- 2013 – Show Summ (League of Starz feat. Problem, Skeme, Freddie Gibbs, Jay Rock, Glasses Malone e Bad Lucc)
- 2020 – Nothin (Problem feat. Jack Harlow e Jay Rock)